# Campionati europei di ciclismo su strada 2018 - Cronometro maschile Under-23
La cronometro maschile Under-23 dei Campionati europei di ciclismo su strada 2018, ventiduesima edizione della prova, si disputò il 13 luglio 2018 su un percorso di 23 km con partenza ed arrivo a Brno, nella Repubblica Ceca. La medaglia d'oro fu appannaggio dell'italiano Edoardo Affini, il quale completò il percorso con il tempo di 29'26"53, alla media di 46,89 km/h; l'argento andò allo sloveno Izidor Penko e il bronzo all'austriaco Markus Wildauer.
Sul traguardo 48 ciclisti, su 50 iscritti alla partenza, portarono a termine la competizione.

## Ordine d'arrivo (Top 10)
| Pos. | Corridore       | Squadra    | Tempo     |
| ---- | --------------- | ---------- | --------- |
| 1    | Edoardo Affini  | Italia     | 29'26"53  |
| 2    | Izidor Penko    | Slovenia   | a 25"71   |
| 3    | Markus Wildauer | Austria    | a 31"78   |
| 4    | Jakub Otruba    | Rep. Ceca  | a 33"13   |
| 5    | Marc Hirschi    | Svizzera   | a 43"58   |
| 6    | Timur Maleiev   | Ucraina    | a 52"06   |
| 7    | Filip Maciejuk  | Polonia    | a 53"62   |
| 8    | Alexys Brunel   | Francia    | a 55"88   |
| 9    | Patrick Gamper  | Austria    | a 1'02"65 |
| 10   | João Almeida    | Portogallo | a 1'11"19 |